# Герб Есватіні
Герб Есватіні— герб, що зображає різні символи для традиційної культури Есватіні. Лев представляє Короля, а слон представляє Королеву — Мати. Вони підтримують традиційний щит Нгуні, який представляє «захист». Вище щита Лідлабе короля, або корона з пір'я, який зазвичай носять під час Нцавала (фестиваль врожаю). У самому низу щита написаний національний девіз Есватіні, «Siyinqaba», що значить: «Ми — фортеця».